# Anophthalmaxius eccoptodactylus
Anophthalmaxius eccoptodactylus är en kräftdjursart som beskrevs av De Man 1905. Anophthalmaxius eccoptodactylus ingår i släktet Anophthalmaxius och familjen Axiidae. Inga underarter finns listade i Catalogue of Life.